# Station Bryn (Oslo)
Station Bryn is een station in Bryn, een wijk ten oosten van het centrum van Oslo. Het eerste station werd gebouwd in 1858. Het huidige station is van 1904. 
Bryn ligt aan Hovedbanen en wordt bediend door lijn L1, de lokale lijn die pendelt tussen Spikkestad en Lillestrøm.